# 램버스 회의
램버스 회의(Lambeth Conferences)는 런던 교외의 램버스 성에서 개최되는 세계 성공회 주교들의 교회 회의이다.
1867년 캔터베리 대주교 찰스 T. 롱리의 제안으로 제1차 회의가 개최되었다. 이후 무리가 없는 한 10년에 한 번 꼴로 개최되고 있다.

## 제1차 회의(1867년)
- 롱리 대주교가 주재
- 76명의 주교가 참석
- 교구들이 성장한 세계성공회공동체의 변화에 맞게, 교구와 주교직 발전을 주제로 하였다.

### 주요 논의사항
- 로마 가톨릭교회로부터의 성공회 신앙을 보호할 당위성: 실제로 19세기 성공회의 상징적인 복음주의 설교자인 존 찰스 라일 주교(Bishop John Charles Ryle, 1816년 5월 10일-1900년 6월 10일)가 로마 가톨릭교회의 교세확장을 우려하는 설교를 한 적이 있을만큼[1], 19세기 성공회에서는 로마 가톨릭교회의 영향력 확대를 우려하고 있었다.
- 교리논쟁 끝내기
- 세계성공회공동체 소속 교회들간의 교류의 용이성
- 기독교의 사회참여를 유도하도록 해야 한다는 주장.
- 예배와 문서선교 협력[2]

### 한계
- 복음주의 신앙을 가진 주교들의 불참:성공회내 복음주의자들은 램버스 회의에 참여한 주교들이 종교개혁 전통, 성서의 권위, 교회의 질서에서 벗어났다고 생각하였다. 하지만 램버스 회의는 이러한 한계를 극복하여, 1867년에는 76명, 1878년에는 100명, 1908년에는 250명, 1948년에는 300여명, 1968년에는 400명이 넘는 주교들이 회의에 참석하였다.[3]

## 제2차 회의(1878년)
- 아치볼드 테이트 주교가 주재
- 100명의 주교가 참석

## 제3차 회의(1888년)
- 에드워드 벤슨 주교가 주재
- 145명의 주교가 참석

1888년 램버스 회의 또는 람베스 회의에서 결정된 의결사항은 다음과 같다.
- 구약과 신약 66권을 하느님의 계시된 말씀으로 받아들인다.
- 초대교회의 신앙고백인 사도신경과 니케아 신경을 통해 신앙을 고백한다.
- 세례와 성찬례를 그리스도께서 제정하신 성사로 받아들인다.
- 교회의 직제로 초대교회로부터 내려오는 주교, 사제, 부제의 세 성직을 받아들인다.

## 제4차 회의(1897년)
- 프레더릭 템플 주교가 주례
- 194명의 주교가 참석

## 제6차 회의(1920년)
‘교회 재일치 호소문’ 채택

## 제8차 회의(1948년)
이 회의에서는 제2차 세계 대전으로 다친 전 세계 사람들의 마음을 치유하는 데에 의제가 모였다.

## 제10차 회의(1968년)
제2차 바티칸 공의회의 여파 등 외부적 요인도 있고 해서 ‘교회혁신’ 결의가 채택되었다.

## 제14차 회의(2008년)
제14차 램버스 회의는 2008년 캔터베리 대주교인 로완 윌리엄스 대주교의 소집에 의해 2008년 7월에 20일간의 예정으로 열렸다. 전 세계 44개의 성공회 교회를 대표하는 약 880명의 성공회 주교들이 초청되어 Equipping Bishops to Fulfill Their Leadership Role in God’s Mission이라는 주제로 예배, 연구 및 대화하였다.또한, 성공회 주교들의 배우자(사모)들이 참석하는 ‘램버스 배우자 회의’(Spouse conference)가 함께 개최되었다.
한편, 동성애를 밝힌 미국 뉴 햄프셔의 진 윌리엄슨 주교는 2008년 회의에 초청받지 못한 것으로 알려졌으며, 38개의 관구 중 5개 관구의 성공회는 램버스 회의에 불참을 선언하였다. 불참을 선언한 지역 성공회 교회(관구)는 나이지리아, 우간다, 케냐, 르완다 및 남아메리카 성공회 교회들(아르헨티나, 볼리비아, 칠레, 파라과이, 페루, 우루과이)이다. 보수적인 성향을 가진 성공회 주교들은 2008년 6월에 예루살렘에서 램버스 회의의 대안으로 전 세계성공회미래회의(Global Anglican Future Conference)를 개최하기로 하였으며, 램버스 및 캔터베리 대주교와 친교를 이루고 있지 않은 다른 성공회 주교들이 참석하기로 되어 있다.